# Canan Gullu
Canan Güllü (1981) es una activista turca por los derechos de las mujeres, que es la presidenta de la Federación de Asociaciones de Mujeres de Turquía (TKDF). Recibió el premio Premio Internacional a las Mujeres de Coraje (International Women of Courage Award) en 2021.

## Biografía
Canan Gullu es activista y organizadora desde la década de 1980 cuando comenzó a trabajar con su madre a la edad de nueve años, quien la ayudó en la campaña Que las niñas lean.
Se convirtió en la presidenta de la Federación de Asociaciones de Mujeres de Turquía (TKDF). Como resultado de las organizaciones afiliadas a esa organización cuenta con 186 sucursales y más de 50 000 miembros. La organización se formó en 1976 con originalmente cinco organizaciones. La organización ha estado operando una línea de ayuda desde 2007.
El Convenio de Estambul sobre la violencia doméstica se redactó el 11 de mayo de 2011. Gullu señaló que Turquía fue el primer país en firmarlo, sin embargo, la policía turca no tiene ni el personal ni la capacitación para implementarlo. Mencionó que hay cientos de víctimas mortales de la violencia doméstica y un gran aumento de  casos, pero Gullu señaló que esto es difícil de argumentar y medir, ya que Turquía no recopila los datos necesarios. De hecho, Turquía intentó retirarse de la convención y Gullu consideró que su papel era oponerse a esta conveniencia política.
Recibió el premio Premio Internacional a las Mujeres de Coraje en 2021. Fue nominada por el embajador estadounidense en Turquía en diciembre. El premio fue entregado por la primera dama de Estados Unidos, Jill Biden, y el secretario de Estado Antony Blinken en el Día Internacional de la Mujer. Fue identificada como una «firme defensora de la igualdad de género, que trabaja para promover la participación de las mujeres en la gobernanza, la fuerza laboral y la educación». Ese año se premiaron a catorce mujeres vivas. Las galardonadas procedían de quince países, ya que, de forma excepcional, los premios incluían siete mujeres más que habían muerto en Afganistán.

## Publicaciones
- Mujeres y niñas sirias refugiadas en Turquía y la Convención de Estambul (2019)[13]

## Premios
- 2016 - Premio al administrador destacado de la Fundación de Salud y Ayuda Social (SSYV)[14]
- 2018 - Premio Atatürk por el servicio a la mujer sobresaliente[15]
- 2020 - Premio de Derechos Humanos de la Embajada de Canadá en Turquía[5]
- 2020 - Premio honorario de por vida de la Academia Internacional de Cultura y Arte de Knidos (UKKSA)[16]
- 2020 - Mujeres universitarias turcas "Premio a la mujer líder"[17]
- 2021 - Premio Internacional a las Mujeres de Coraje[9]
- Medalla de oro ÇESAV